# Toxitoleranz
Toxitoleranz (englisch toxitolerance oder toxi-tolerance oder toxic tolerance und französisch toxitolérance) bezeichnet die Fähigkeit von Lebewesen, Konzentrationen von Giftstoffen auszuhalten. Hohe Toxitoleranz beschreibt die Fähigkeit eines Organismus, hohe Mengen von Giftstoffen zu ertragen. Die Toxitoleranz wird in Toxitoleranz-Werten (To) 1 (extrem empfindlich) bis 9 (sehr hohe Toleranz) angegeben.
Toxitoleranz wird oft in Zusammenhang mit ökologischen Untersuchungen zur Luftverschmutzung anhand von Bioindikatoren wie Laubmoosen und Flechten untersucht.